# SNECMA Atar

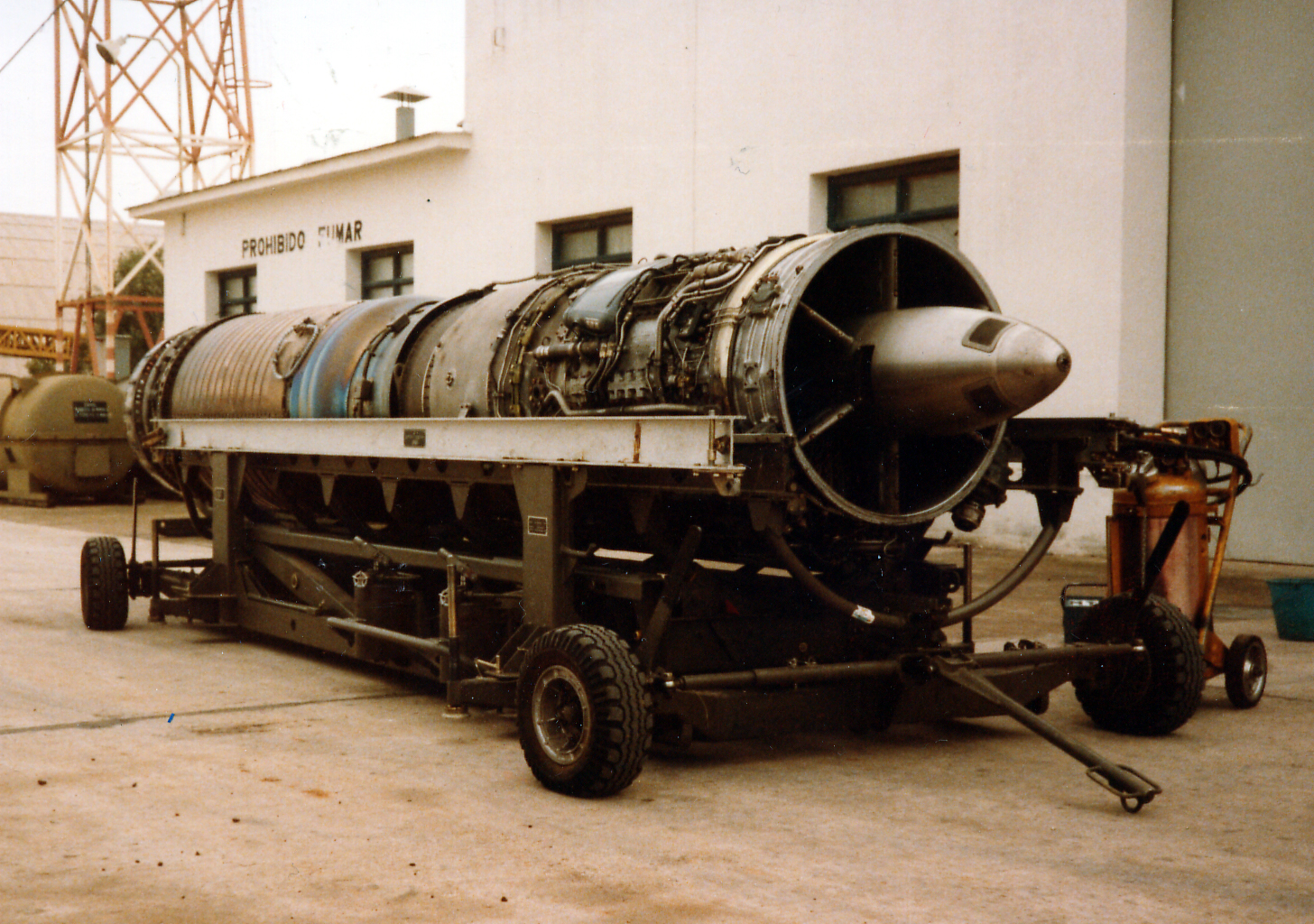
Motor Atar 9C utilizado pelos Mirage III

O SNECMA Atar é um motor turboreator de fluxo axial fabricado pela construtora francesa SNECMA e utilizado por vários caças fraceses como o Super Étendard, Super Mystère e nos vários modelos do caça Mirage. Sua origem é baseado do projeto alemão BMW 003 utilizado durante a segunda guerra mundial, mas que foi melhorado e aperfeiçoado com o decorrer do tempo. 
Atar é a abreviatura para o centro de pesquisa Atelier Aéronautique de Rickenbach, fundada em 1945 e localizado perto da cidade alemã Lindau.

## Variantes
- Atar 101: Primeira versão dos motores Atar, foi utilizada pelo caça bombardeiro Dassault Super Mystère;
- Atar 08: Turbina de duas fases com compressor, sem pós-combustão, desenvolvido entre o período de 1954 a 1956;
- Atar 08B: Versão utilizada pelo caça Dassault Étendard IV;
- Atar 08K-50: Versão simplificada do reator Atar 9K-50 destinado ao caça Dassault Super Étendard;
- Atar 09: Turbina com compressor otimizada para vôos supersônicos;
- Atar 09C: Versão utilizada pelos caças Dassault Mirage III e Dassault Mirage 5;
- Atar09K: Versão utilizada pelo bombardeiro Dassault Mirage IV;
- Atar09K-50: Versão melhorada da turbina Atar 09C, com novo compressor resultando em melhor empuxo e com um consumo menor de combustível. Utilizados pelos caças Dassault Mirage F1 e Dassault Mirage 50.
- Atar Plus: Versão desenvolvida em parceria com as empresas ITP e Denel, com novo compressor, turbina e eletrônicos.

## Aplicações
- Dassault Étendard IV
- Dassault Mirage III
- Dassault Mirage IV
- Dassault Mirage 5
- Dassault Mirage 50
- Dassault Mirage F1
- Dassault Super Étendard
- Dassault Super Mystère
- Sud-Est Baroudeur